# سونیا برونکهورست
سونیا برونکهورست (آلمانی: Svenja Brunckhorst؛ زادهٔ ۱۹ اکتبر ۱۹۹۱) بازیکن بسکتبال اهل آلمان است که در مسابقات کشوری و بین‌المللی در مجموع برندهٔ ۱ مدال طلا شده است. برونکهورست توانست در بازی‌های المپیک تابستانی ۲۰۲۴ در پاریس همراه با تیم ملی بسکتبال ۳ نفرهٔ زنان آلمان به مدال طلا دست یابد.